# Viréo plombé
Vireo plumbeus
Espèce
Statut de conservation UICN

 LC  : Préoccupation mineure
Le Viréo plombé (Vireo plumbeus) est une espèce de passereau appartenant à la famille des Vireonidae.